# Уилям Смит
За съвременния актьор вижте Уил Смит.
Уилям Смит (на английски: William Smith) е английски геолог.
На него дължим първата геоложка карта за цяла страна. В наши дни Уилям Смит е известен като „бащата на английската геология“, но признанието идва сравнително късно в неговия живот.
Първата му публикация е недооценена от научната общност. Причина за това е сравнително скромното му образование и произход. Впоследствие трудовете му са плагиатствани, а Уилям Смит се разорява финансово и лежи в затвора заради неплатени дългове.